# Карабаш Шамурат
Шамурат Карабаш (рос . Шамурат Карабаш) — кримськотатарський колабораціоніст під час Другої світової війни.
У 1921 році очолив більшовицьку комісію в селі Корбієк Алуштинського повіту Криму, до завдань якої входило винесення вироків мешканцям, які співпрацювали з білими. У 1928 році його виключили з ВКП(б). Потім працював у садівничому тресті в Сімферополі плодівником. Після нападу німецьких військ на СРСР 22 червня 1941 року залишився в окупованому Криму. З січня 1942 року співпрацював з німцями як агітатор і вербувальник кримських татар у колабораціоністські збройні загони Сімферопольського мусульманського комітету. У 1943 році став керуючим Селянського будинку в Сімферополі, фактично будучи агентом СД.
Після окупації Криму Червоною Армією в 1944 році його подальша доля невідома.